# 中黒
中黒（なかぐろ）は、約物のひとつで「・」と書き表される。中黒の名称の他に中点（なかてん）や中ぽつ（なかぽつ）、黒丸などと呼ばれる。本来は発音しないが、必要に応じ「てん」や「ぽつ」また「ぽち」と発音されることがある。
新聞記事などでは全角文字を縦書きで使用する便宜上、小数点に全角の中黒を用いる。

## ラテン文字
Unicode では、ラテン文字の中では U+00B7 (·) を使う。

### ラテン語
ラテン語では、語中の区切りに使われていた。
- DONA·NOBIS·REQVIEM

### 英語
英語では middle dot, raised dot, interpunct などと呼ばれる。イギリスでは小数点を表すのに1970年代までよく使われた。しかし、コンピュータの普及により中黒の使用は激減した。

### カタルーニャ語
カタルーニャ語では、二音節に分かれる二つの l の間に中黒を置き、単音の /ʎ/ を表す ll から区別する。
- col·lecció (/l.l/) - castellà (/ʎ/)

### アルピタン語
アルピタン語では、以下の音を区別するために中黒を置く。
- ch· (/ʃ/) - ch (/ts/)
- j· (/ʒ/) - j (/dz/)
- e, i の前において g· (/ʒ/) - g (/dz/).

### オック語
オック語では、以下の音を区別するために中黒を置く。
- des·har (/sh/) - deishar (/ʃ/)
- in·hèrn (/nh/) - vinha (/ɲ/)

## 日本語
日本語での用法と使用例を下に示す。主に合成語内の区切りに使われる。
Unicodeでは、U+30FB (・) を使う。半角のU+FF65 (･) は、いわゆる半角カナの領域に入る。

### 併記する単語の区切り
複数の単語を並列し、まとまった概念を示すときに、その区切りに使われる。名詞以外の語句を列挙する場合や数詞を列挙する場合は用いない。文の中で、単語の切れ目を明らかにしないと、誤解される恐れのあるところにも用いる。
- 食品・雑貨売り場
- 海洋・湖沼・河川を航行する船舶
- 東京・新大阪間の切符
- 小・中学校、東海道・山陽新幹線

複合地名において、2つの地名の複合であることを示す場合にも用いる。
- 元町・中華街駅
- 栂・美木多駅

並列する物が名詞でない場合や、併せてまとまった概念を示さない場合には、読点（、）を用いる。
- 食品、雑貨を買う。 / 食品・雑貨を買う。
- バラク・オバマ、ジョン・マケイン / * バラク・オバマ・ジョン・マケイン

### 外来語の区切り
外来熟語の単語の区切りに使う。略されることが多いが、長いカタカナ複合語の場合略すべきではないとするスタイルガイドもある。また、日本語でない人名の区切りにも用いる。人名の場合、区切りを略すものはあまり見られない。日本語である名前の場合、姓名の間に中黒を付けることは基本的に無いが、姓名ともにカタカナの場合、中黒をつけることがある（カレン・ロバート、ハーフナー・マイクなど）。
- パーソナル・コンピューター
- トム・クルーズ
- トーマス・アルバ・エジソン

例外的に複数語からなる場合は中黒を略せる。また、複合名や複合姓を表すダブルハイフンの代わりに使うこともある。
- ダ・ヴィンチ / ダヴィンチ (da Vinci)
- キャヴァリエ・スミス / キャヴァリエスミス / キャヴァリエ＝スミス (Cavalier-Smith)

### 肩書きや役職と名前との間
人名（姓や名、ミドルネーム）や物の名前の前に肩書きや説明を書く場合に、その区切りとして使われることがある。
- 鈴木一郎・山田商事社長
- 謎の紳士・田中
- 実況・長州力

また、 「吉川元・副党首」や、「加藤一二三・九段」のように、名前と肩書が連続することで誤解を招くような場合にも、中黒で区切られることがある。

### 姓と名の間
- さいとう・たかを
- アグネス・チャン

### 縦書き時の小数点の代わり
縦書きでの数字表記時や、漢数字での表記時の場合に小数点を表す目的で使われる。
| 3  |
| ・ |
| 1  |
| 4  |
- 三・一四

### 縦書き時のハイフンやダッシュ、コロンの代わり
縦書き時の電話番号や郵便番号などのハイフンやダッシュの代わりに使用される。また、時と分を区切る場合に使用される。

### ビュレットの代わり
箇条書きのビュレットの代用に使う。Unicode ではビュレットには専用のコード U+2022 (•) があるが、JIS X 0208 にはなく中黒が使われることが多い。
・アメリカ
・カナダ
・メキシコ

### リーダーの代わり
数個続けてリーダーの代用にする。2点・3点リーダーには「‥」や「…」があるが、入力の容易さやレンダリングの違い（環境次第でリーダーは欧文用の下位置リーダーが表示される）などで中黒の連続が使用されることがある。ただし、本来は誤用である。
・・・（= …）

### 装飾として
装飾として単語中に入れられることがある。発音は中黒が無い場合と同じ読み方で有り、アルファベット単体で読まない。ピリオドでも同様の装飾が行われる。R・E・S・O・R・TやS・P・O・R・T・Sなど。

## その他の書記体系
- グルジア語では、コンマとして使用される。Unicode では U+00B7 (·) が使われる。
- ルーン文字では、単語の区切りに使用されていた。
- ギリシャ語では、セミコロンに相当する句読点 ano teleia に使われる。Unicode では互換性のために専用のコード U+0387 (·) があるが、U+00B7 (·) が推奨される。
- 中国語では中黒の形をした記号は「間隔号」と呼ばれ、西洋人の姓と名などの区切りに使う（約瑟夫·海頓 / 约瑟夫·海顿 ヨーゼフ・ハイドン）か、または書物の章を示すのに使う（《論語·學而》 /《论语·学而》）。並列を表すには中黒でなく頓号と呼ばれる「、」（繁体字） / 「、」（簡体字）を使用する。

## 数学
Unicode では、数式中で演算子を表す記号として U+22C5 (⋅: DOT OPERATOR) が定義されている。数学における中黒は例えば、数の乗算やベクトルのスカラー積の記号や、関数の変数を表す。
- 乗算の例：
  - 数値について、2 ⋅ 3 = 6（2 × 3 = 6 と同義）
  - 文字について、a ⋅ b = ab（a, b がベクトルでないなら a × b = ... と同義）
  - SI組立単位について、1 J = 1 N⋅m （1 J = 1 N m と同義）
- ベクトルのスカラー積の例：
  - a→ ⋅ b→ = a1b1 + a2b2 + ...（⟨a, b⟩ = ... や (a, b) = ... や a.b = ... と同義；一方、a→ × b→ はベクトル積を表し意味が異なる）
- 関数の変数の例：
  - f(⋅) = √⋅ = ⋅1/2（x を自由変数とした場合、f(x) = ... と同義）

U+22C5 の代わりに U+2219 (∙: BULLET OPERATOR) が用いられることもある。

## 符号位置
| 記号 | Unicode | JIS X 0213 | 文字参照                | 名称                                       |
| ---- | ------- | ---------- | ----------------------- | ------------------------------------------ |
| ·    | U+00B7  | 1-9-14     | &middot; &#xB7; &#183;  | 中点（ラテン） MIDDLE DOT                  |
| ·    | U+0387  | -          | &#x387; &#903;          | ギリシャ語セミコロン GREEK ANO TELEIA      |
| •    | U+2022  | 1-3-32     | &bull; &#x2022; &#8226; | ビュレット BULLET                          |
| ∙    | U+2219  | -          | &#x2219; &#8729;        | ビュレット演算子 BULLET OPERATOR           |
| ⋅    | U+22C5  | -          | &sdot; &#x22C5; &#8901; | ドット演算子 DOT OPERATOR                  |
| ・   | U+30FB  | 1-1-6      | &#x30FB; &#12539;       | 中点 KATAKANA MIDDLE DOT                   |
| ･    | U+FF65  | -          | &#xFF65; &#65381;       | 中点（半角） HALFWIDTH KATAKANA MIDDLE DOT |